# روی براون (بازیکن فوتبال، زاده ۱۹۲۳)
روی براون (انگلیسی: Roy Brown; ۲۰ دسامبر ۱۹۲۳ – ۱۹۸۹ (۶۵−۶۶ سال)) بازیکن فوتبال اهل بریتانیا بود.
از باشگاه‌هایی که در آن بازی کرده‌است می‌توان به باشگاه فوتبال استوک سیتی، باشگاه فوتبال واتفورد، و باشگاه فوتبال چلمزفورد سیتی اشاره کرد.